# Sphaerobasidioscypha
Sphaerobasidioscypha is een geslacht van schimmels behorend tot de familie Niaceae. De typesoort was Sphaerobasidioscypha citrispora, maar deze is later overgezet overgezet naar het geslacht Flagelloscypha als Flagelloscypha austrofilicis. Het geslacht bevat alleen Sphaerobasidioscypha oberwinkleri.